# Supercoppa italiana 2011
La Supercoppa italiana 2011, denominata Supercoppa TIM per ragioni di sponsorizzazione, è stata la 24ª edizione della competizione disputata il 6 agosto 2011 allo stadio nazionale di Pechino. La sfida è stata disputata tra il Milan, vincitore della Serie A 2010-2011, e l'Inter, detentrice della Coppa Italia 2010-2011.
Si è trattata della prima stracittadina assoluta (Milano) disputata in questa manifestazione.
A conquistare il titolo è stato il Milan che ha vinto per 2-1 grazie alle reti messe a segno nel secondo tempo dall'ex nerazzurro Zlatan Ibrahimović e da Kevin-Prince Boateng, le quali hanno ribaltato il vantaggio interista firmato da Wesley Sneijder nella prima metà di gara.

## Partecipanti
| Squadre | Qualificazione                         | Partecipazioni precedenti (il grassetto indica la vittoria) |
| ------- | -------------------------------------- | ----------------------------------------------------------- |
| Milan   | Vincitore della Serie A 2010-2011      | 8 (1988, 1992, 1993, 1994, 1996, 1999, 2003, 2004)          |
| Inter   | Vincitore della Coppa Italia 2010-2011 | 8 (1989, 2000, 2005, 2006, 2007, 2008, 2009, 2010)          |

## Contesto

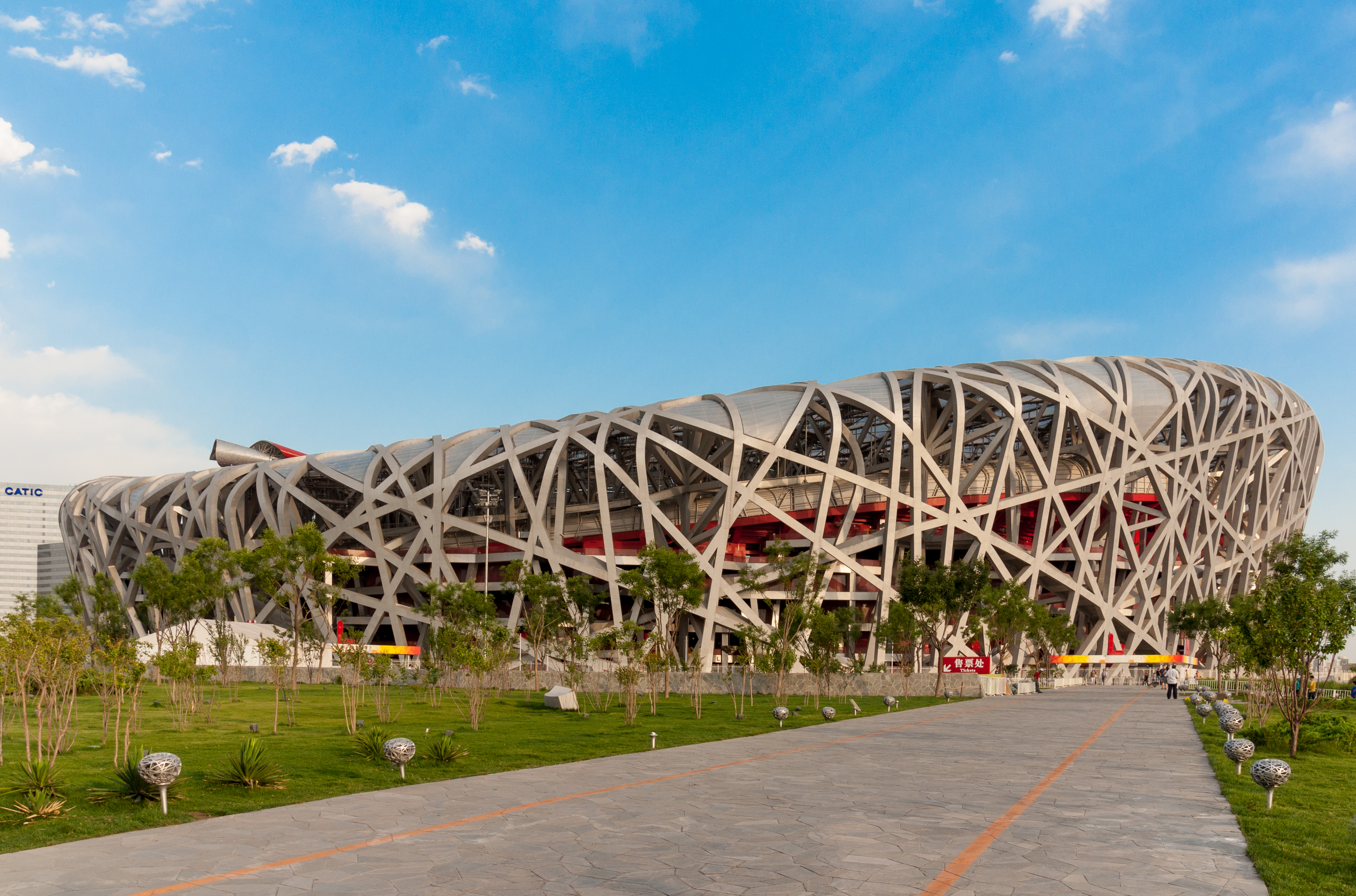
Lo stadio nazionale di Pechino che ha ospitato la finale

L'allenatore milanista Allegri schiera la squadra con un 4-3-1-2: Abbiati tra i pali, Nesta e Thiago Silva centrali difensivi, Zambrotta terzino sinistro e Abate terzino destro; sulla mediana spazio per Gattuso, van Bommel e Seedorf mentre, alle spalle dei due centravanti Robinho e Ibrahimović, opera Boateng. Gasperini risponde con il 3-4-2-1: Jùlio César tra i pali, trio di difesa composto da Ranocchia, Samuel e Chivu, centrocampo a 4 con Zanetti (a destra) e Obi (a sinistra) sulle fasce e Thiago Motta  al centro insieme a Stankovic; sulla trequarti Alvarez e Sneijder a supportare l'unica punta Eto'o.

## Tabellino
| Arbitro: | Rizzoli (Bologna) |

|                             |           |              |
| Ibrahimović 60’ Boateng 69’ | Marcatori | 22’ Sneijder |

| Milan | Inter |

### Formazioni
| Milan                |    |                      |     |     |
|                      |    |                      |     |     |
| P                    | 32 | Christian Abbiati    |     |     |
| D                    | 20 | Ignazio Abate        |     |     |
| D                    | 13 | Alessandro Nesta     |     |     |
| D                    | 33 | Thiago Silva         |     |     |
| D                    | 19 | Gianluca Zambrotta   | 64’ |     |
| C                    | 8  | Gennaro Gattuso (c)  | 20’ | 75’ |
| C                    | 4  | Mark van Bommel      |     |     |
| C                    | 10 | Clarence Seedorf     |     |     |
| C                    | 27 | Kevin-Prince Boateng | 77’ | 82’ |
| A                    | 70 | Robinho              |     | 62’ |
| A                    | 11 | Zlatan Ibrahimović   |     |     |
| A disposizione:      |    |                      |     |     |
| P                    | 1  | Marco Amelia         |     |     |
| D                    | 25 | Daniele Bonera       |     |     |
| D                    | 76 | Mario Yepes          |     |     |
| C                    | 23 | Massimo Ambrosini    | 85’ | 75’ |
| C                    | 28 | Urby Emanuelson      |     | 82’ |
| A                    | 7  | Alexandre Pato       |     | 62’ |
| A                    | 99 | Antonio Cassano      |     |     |
| Allenatore:          |    |                      |     |     |
| Massimiliano Allegri |    |                      |     |     |

| Inter                |    |                    |     |     |
|                      |    |                    |     |     |
| P                    | 1  | Júlio César        |     |     |
| D                    | 23 | Andrea Ranocchia   |     |     |
| D                    | 25 | Walter Samuel      |     |     |
| D                    | 26 | Cristian Chivu     |     |     |
| C                    | 4  | Javier Zanetti (c) |     |     |
| C                    | 5  | Dejan Stanković    |     | 74’ |
| C                    | 8  | Thiago Motta       |     |     |
| C                    | 20 | Joel Obi           |     | 82’ |
| C                    | 11 | Ricardo Álvarez    |     | 63’ |
| A                    | 10 | Wesley Sneijder    | 61’ |     |
| A                    | 9  | Samuel Eto'o       |     |     |
| A disposizione:      |    |                    |     |     |
| P                    | 12 | Luca Castellazzi   |     |     |
| D                    | 37 | Davide Faraoni     |     | 63’ |
| D                    | 44 | Matteo Bianchetti  |     |     |
| C                    | 77 | Sulley Muntari     |     |     |
| A                    | 7  | Giampaolo Pazzini  |     | 74’ |
| A                    | 27 | Goran Pandev       |     |     |
| A                    | 30 | Luc Castaignos     |     | 82’ |
| Allenatore:          |    |                    |     |     |
| Gian Piero Gasperini |    |                    |     |     |